# International Harvester
International Harvester var et amerikansk selskab som producerede redskaber for landbrug og skovbrug og et udvalg af biler.
International blev dannet den 12. august 1902 da McCormick Harvesting Company blev sammensluttet med firmaerne Deering Harvester Company, Plano Harvester Co., Milwaukee Harvester Co. og Warder og Bushnell & Glessner Cofirer til en stor koncern med 25.000 ansatte. Grundlæggeren af McCHC var Cyrus Hall McCormick (1809-1884), opfinderen af den mekaniske slåmaskine.
Selv om IH startede med at producere landbrugsmaskiner, producerede de også andre køretøjer, som f.eks. skolebusser og firehjulstrækkerere.
Hovedparten af IH blev 1985 købt op af Case Corporation, det nuværende CNH Global, som producerer entrepenør- og landbrugsredskaber og traktorer under mærket Case IH. Lastbildivisionen blev til Navistar International Corporation, siden Case beholdt IH-mærket.

## International Harvester traktorer
- IH B414 blev fra 1961 til 1966 produceret i Bradford, England